# .gu
دامنه .gu یک دامنه اینترنتی اختصاص داده شده به جزیره آمریکایی گوآم در اقیانوسیه است.